# Вторая авеню
Вторая авеню — улица в Ист-Сайде в г. Нью-Йорке (США), простирается от Хаустон-стрит на юге, до Harlem River Drive у 128-й улицы на севере. Вторая авеню — улица с односторонним движением, движение автотранспорта — только в центре города. Вторая авеню проходит через ряд районов Манхэттена, в том числе (с юга на север) Нижний Ист-Сайд, Ист-Виллидж, Грамерси-парк, Мюррей-Хилл, Верхний Ист-Сайд, Йорквилл и Восточный Гарлем.

## История

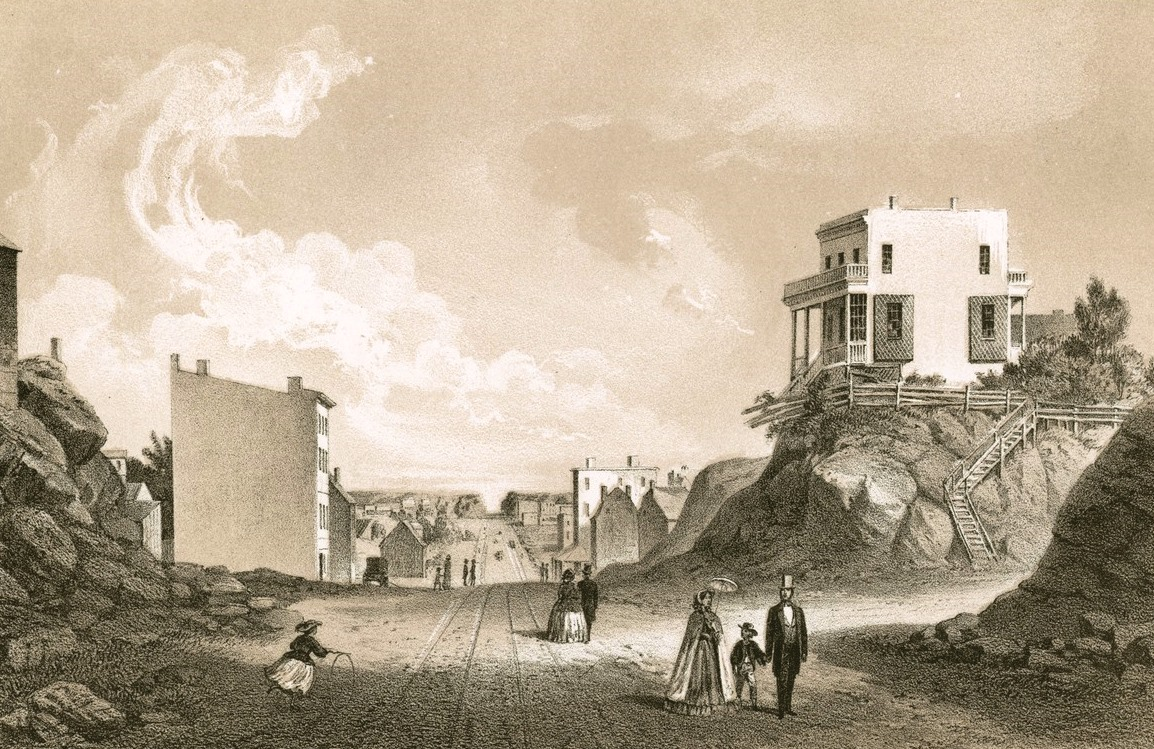
Вторая авеню. Вид с 42-й улицы в 1861

Вторая авеню в Нижнем Ист-Сайде была местом для многих еврейских театральных постановок в начале XX века и стала известна как «Еврейский театральный квартал» (англ.), «Идиш-Бродвей» (англ. Yiddish Broadway) и «Еврейский Риальто» (англ. Jewish Rialto). Хотя театры закрылись, сохранилось много следов еврейской иммигрантской культуры, например, кошерные «деликатески» и пекарни, а также знаменитый Гастроном Второй авеню (англ.), который был закрыт в 2006 году, позднее открылся на углу 33-й Восточной улицы и Третьей авеню.
Эстакадная линия метро Второй авеню располагалась по всей длине проспекта с 1880 до 13 июня 1942 года. Эстакадные поезда были шумные и очень грязные (в XIX веке паровозы были выведены из состава). Это стало поводом для понижения стоимости земли вдоль Второй авеню в конце XIX и начале XX веков. Частично из-за линии метро большинство зданий, построенных в этот период, были многоквартирными домами рабочего класса. Линия была окончательно снесена в 1942 году. Сегодня Вторая авеню сохраняет свой скромный архитектурный облик, несмотря на то что проходит через ряд высокодоходных районов.
Одностороннее движение на Второй авеню началось 4 июня 1951 года.

## Общественный транспорт

### Автобусы
Автобусный маршрут M15 обслуживает всю Вторую авеню. M15 Select Bus Service обеспечивает более быстрые автобусные перевозки по улице. Кроме того, M34A Select Bus Service проходит вдоль Второй авеню между Восточной 34-й улицей и Восточной 23-й улицей к Waterside Plaza.

### Метрополитен
Линия Второй авеню была запланирована с 1919 года. Линия метро под Второй авеню сможет разгрузить линию Лексингтон-авеню (маршруты 4, 5, 6, <6>), до недавнего времени единственную линию, проходящую через Ист-Сайд Манхэттена. Несколько коротких участков линии были завершены на протяжении многих лет и используются другими линиями метро (станция Гранд-стрит является одним из примеров). Строительство было возобновлено 12 апреля 2007 года. Фаза 1 открылась 1 января 2017 года со станциями на 72-й, 86-й и 96-й улицах.